# 米哈尔·丘普尔
米哈尔·丘普尔（1991年12月23日—），捷克男子击剑运动员，他曾获得2024年夏季奥林匹克运动会男子重剑团体铜牌，他也曾参加2022年世界击剑锦标赛。